# Friedrich Bobsien

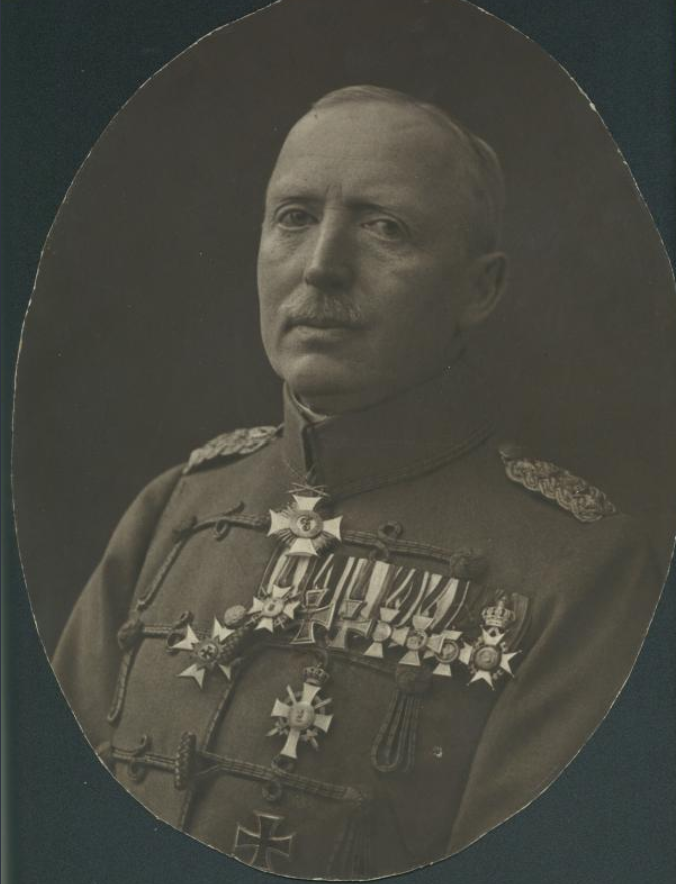
Friedrich Bobsien

Friedrich Franz Daniel Bobsien (* 14. September 1860 auf dem Gut Kägsdorf in Mecklenburg; † 23. November 1938 in Rostock) war ein sächsischer Generalmajor.

## Leben

### Herkunft
Bobsien entstammte einer bürgerlichen Familie aus Mecklenburg-Schwerin, welche einige Güter besaßen.

### Militärkarriere
Bobsien trat 1883 als Soldat in die sächsische Armee ein und avancierte schon im nächsten Jahre zum Unteroffizier sowie zum Fähnrich und auch noch zum Leutnant. In den folgenden Jahren wurde er dann 1892 zum Oberleutnant und 1898 zum Rittmeister befördert. Nach Beförderung zum Major am 21. Mai 1907 diente er beim Stabe des Königlich Sächsischen 2. Husaren-Regiment Nr. 19 „Kronprinz Wilhelm des Deutschen Reiches und von Preußen“. Er diente ab 1910 als Kommandeur des Regiments in Grimma und blieb bis zum Ausbruch des Ersten Weltkrieges in dieser Position, wo er auch am 22. Mai 1913 zum Oberstleutnant befördert wurde. Sein 2. Husaren-Regiment Nr. 19 wurde am 1. September 1914 mit dem Ulanen-Regiment 18 zur Kavallerie-Brigade Bobsien zusammengelegt, die er kommandierte und z. B. bei der Schlacht an der Marne führte. Durch hohen Stress musste er im April 1915 zunächst in einem Feldlazarett behandelt werden und wurde dann in die Heimat geschickt. Er wurde bis dahin mit dem Eisernen Kreuz I. Klasse ausgezeichnet. Sein Nachfolger als Regimentskommandeur war der Major Christian Herbert Müller. Er erreichte bis Ende des Krieges den Rang eines Generalmajors und schied dann aus der Armee aus.
Er war Ehrengast an der Husaren-Wiedersehensfeier in Grimma. Er wurde auch Mitglied der Deutschen Exlibris-Gesellschaft und wohnte wieder in seiner alten Heimat, Mecklenburg-Schwerin.